# Законодательное собрание Пермского края
Законодательное Собрание Пермского края — законодательный (представительный) орган государственной власти Пермского края, является постоянно действующим высшим и единственным органом законодательной власти Пермского края.
Законодательное Собрание Пермского края размещается в «Доме Советов», расположенного по адресу: г. Пермь, ул. Ленина, д. 51 и являющегося памятником градостроительства и архитектуры регионального значения.

## Общие положения
Состоит из 60 депутатов, которые избираются непосредственно населением Пермского края на основе всеобщего равного и прямого избирательного права при тайном голосовании сроком на 5 лет.
Выборы осуществляются по смешанной избирательной системе:
- 30 депутатов избираются по одномандатным избирательным округам (мажоритарная избирательная система);
- 30 депутатов — по областному избирательному округу пропорционально числу голосов, поданных за списки кандидатов в депутаты, выдвинутые избирательными объединениями (пропорциональная избирательная система).

В структуре Законодательного Собрания Пермского края у всех трёх созывов, сохраняя преемственность, сформированы пять комитетов:
- комитет по бюджету
- комитет по развитию инфраструктуры
- комитет по государственной политике и местному самоуправлению
- комитет по социальной политике
- комитет по промышленности, экономической политике и налогам.

Также существуют депутатские объединения и депутатские группы. Так, в краевом парламенте четвертого созыва зарегистрированы пять фракций: Единая Россия, КПРФ, ЛДПР, Справедливая Россия-За правду и Новые люди.

## Созывы Законодательного Собрания Пермского края
Законодательное Собрание первого созыва
Законодательное Собрание Пермского края первого созыва было избрано на выборах, состоявшихся 3 декабря 2006 года, в его составе было 32 депутата от Единой России (12 — по партийным спискам и 20 — по одномандатным округам), 6 от Союза правых сил, 5 от ЛДПР, 4 от Российской партии пенсионеров, 3 от КПРФ и 10 независимых депутатов.
Председателем Законодательного Собрания Пермского края первого созыва был Николай Андреевич Девяткин.
Формирование Законодательного Собрания Пермского края первого созыва завершило процесс объединения Пермской области и Коми-Пермяцкого автономного округа в единый субъект Федерации — Пермский край.
Законодательным Собранием Пермского края первого созыва принято более 800 законов.
Законодательное Собрание второго созыва
Законодательное Собрание Пермского края второго созыва было избрано на выборах, состоявшихся 4 декабря 2011 года, в его состав вошли депутаты Единой России, КПРФ, ЛДПР, Справедливой России.
Председателем Законодательного Собрания Пермского края второго созыва избран Валерий Александрович Сухих.
Во время второго созыва Законодательного Собрания Пермского края было проведено 53 пленарных заседания, на которых рассмотрено более 2,5 тысяч вопросов, в том числе 701 закон Пермского края и 2454 постановления. Комитеты Законодательного Собрания за этот период собирались на свои заседания 429 раз, в том числе было 41 выездное заседание. Рабочими группами и постоянно действующими рабочими группами для доработки законопроектов в рамках подготовки ко второму чтению проведено 652 заседания и рассмотрено около 10 000 поправок.
Второй созыв краевого парламента Прикамья рассмотрел и принял законопроект о наделении прокурора правом законодательной инициативы.
По инициативе спикера Валерия Сухих в работе Законодательного Собрания началась цифровая «перезагрузка». В 2013 году бумажный документооборот перешел в электронный, была создана полная информационная база для региональных и муниципальных депутатов, а зал заседания краевого парламента прошел масштабную модернизацию.
С помощью специального мобильного приложения «Единый виртуальный кабинет депутата» депутаты смогли работать с документами в «электронном формате», получили доступ к любым материалам по вопросам повестки. Законодательное Собрание Пермского края стало первым в стране региональным парламентом, который разработал собственное мобильное приложение. «Единый виртуальный кабинет депутата» находится в открытом доступе.
1 сентября 2013 года впервые в Пермском крае сформирован Молодёжный кадровый резерв, также были созданы муниципальные резервы.
В марте 2014 года был принят закон, который учитывает переход к формированию бюджетов в программном формате. Это решение позволило обеспечить взаимосвязь стратегического и бюджетного планирования. Нормативно закреплено право депутатов Законодательного Собрания рассматривать проекты Государственных программ и определена процедура рассмотрения Перечня объектов капитального строительства общественной инфраструктуры Пермского края.
В 2015 году был расширен региональный материнский капитал: данные средства можно было использовать на приобретение автомобиля, а также услуг по оказанию членам семьи высокотехнологичной медицинской помощи сверх базовой программы обязательного медицинского страхования.
Второй созыв регионального парламента Пермского края участвовал в разработке и принятии целого ряда системообразующих законов и краевых программ: программа социально-экономического развития Пермского края, закон о предоставлении земельных участков для многодетных семей, закон об инициативном бюджетировании и т.д.
Законодательным Собранием Пермского приняты законы, обеспечивающие реализацию мер государственной поддержки инвесторов. Одним из таких инструментов является специальный инвестиционный контракт (СПИК). В Пермском крае, первом из субъектов РФ, создана нормативная база для заключения СПИК, дающая инвестору право получить гарантированное снижение налоговой нагрузки. В ноябре 2015 года в Пермском крае заключены первые в стране три региональных СПИК.
Кроме того, по инициативе Валерия Сухих была организована работа по подготовке и принятию закона о государственно-частном партнерстве в Пермском крае, который определил механизм привлечения и эффективного использования государственных и частных ресурсов для развития экономики и социальной сферы региона.
Прикамье стало первым регионом в России, где в 2016 году был разработан и законодательно закреплен механизм инициативного бюджетирования, обеспечивающий привлечение граждан к участию в решении вопросов местного значения и развитии муниципальных образований. Данный механизм построен на принципе софинансирования расходов – краевой бюджет компенсирует до 90% от стоимости каждого проекта-победителя, остальное – средства населения. С 2021 года возможность реализации проектов инициативного бюджетирования законодательно закреплена на уровне Российской Федерации.
В целях реализации положений Послания Президента РФ Владимира Путина по снижению налоговой нагрузки на малый бизнес, был принят закон об установлении дифференцированных ставок для налогоплательщиков. Также были объявлены «налоговые каникулы» в отношение впервые зарегистрированных налогоплательщиков – индивидуальных предпринимателей, осуществляющих отдельные виды экономической деятельности.
Законодательное Собрание третьего созыва
Законодательное Собрание Пермского края третьего созыва было избрано на выборах, состоявшихся 18 сентября 2016 года, в его состав вошли депутаты Единой России (43,7 % голосов и 16 мандатов, плюс 24 депутата одномандатники), КПРФ (17,8 % и 6 мандатов), ЛДПР (16,3 % и 5 мандатов), Справедливой России (11,3 % и 3 мандата и 1 депутат одномандатник).
29 сентября 2016 года Председателем Законодательного Собрания Пермского края третьего созыва вновь избран Валерий Александрович Сухих.
Во время работы третьего созыва проведено 56 заседаний Законодательного Собрания, в том числе 42 очных и 14 дистанционных, на которых рассмотрено 2 218 вопросов. Принято 699 законов Пермского края и 2 208 постановлений Законодательного Собрания.
В 2016 году краевой парламент принял изменения в закон «Об охране семьи, материнства, отцовства и детства». Новая мера предусматривала социальную поддержку семей в форме единовременной денежной выплаты при рождении первого ребенка в размере 60 000 рублей.
В 2016 году проект Законодательного Собрания Пермского края «Информационная система органов муниципального самоуправления» был признан «Лучшим облачным решением» в рамках VIII конкурса десяти лучших IT- проектов для госсектора.
В 2017 году депутаты поддержали законопроект по содействию обманутым дольщикам, который предполагал предоставление субсидий из бюджета Пермского края на достройку проблемного объекта. По закону целевой взнос вносится в жилищно-строительный кооператив для оплаты стоимости достройки многоквартирного дома.
В 2017 году парламентарии законодательно установили единовременную компенсационную выплату на приобретение или строительство жилья в размере 1 млн руб для привлечения и закрепления учительских кадров на селе.
Также в конце 2017 года были приняты изменения в Устав Пермского края, которые утвердили официальный гимн региона «Мой Пермский край».
В 2018 году депутатами Законодательного Собрания Пермского края принят закон об инвестиционной политике, который стал «фундаментом» для привлечения инвесторов. В законодательстве Пермского края появились приоритетные инвестиционные проекты, для которых был установлен особый механизм отбора и сопровождения.
Принят закон о поэтапном повышении минимального размера ставки налога на прибыль организаций. Так, индустриальные технопарки и «технопарки в сфере высоких технологий» получили налоговые льготы. Среди них – ИКТ, биотехнологии и технологии производства продукции для медицины и фармацевтики.
В 2018 году также были приняты законодательные инициативы по сохранению льгот для лиц предпенсионного возраста, а также предусмотрены денежные выплаты для многодетных семей в качестве альтернативы взамен предоставления земельного участка.
В 2019 году в Пермском крае «расконсервирована» программа газификации,  в бюджете на ее реализацию закладываются дополнительные средства. Депутаты предусмотрели материальную помощь отдельным категориям граждан на присоединение к газораспределительной сети.
В течение 2019 года было обеспечено законодательное сопровождение реализации национальных проектов, инициированных Президентом России Владимиром Владимировичем Путиным.
В 2020 году депутаты Законодательного Собрания приняли ряд инициатив, которые существенно дополнили федеральные меры поддержки бизнеса, пострадавшего от пандемии коронавирусной инфекции. Пермский край стал одним из первых российских регионов, где льготы для наиболее пострадавших отраслей экономики были закреплены законодательно. Среди основных мер были разработаны и приняты снижение стоимости патента для предпринимателей, работающих по патентной налоговой системе, льготы для владельцев торговых центров в размере 50% суммы налога на имущество за 2020 год, «налоговые каникулы», предоставление отсрочки по уплате региональных налогов.
В 2021 году депутаты совместно правительством продолжили решение вопроса нехватки медицинских кадров в сфере здравоохранения Прикамья. В апреле Законодательное Собрание поддержало инициативу губернатора края Дмитрия Махонина: для студентов медицинских колледжей, заключившим договоры о целевом обучении, были утверждены ежемесячные выплаты в размере 2 тысяч рублей. Таким образом, общая сумма выплат за годовой учебный период составила 20 000 рублей (8000 рублей – первый семестр, 12000 – второй семестр учебного года).
Решением краевого парламента в июне 2021 года  дополнительно было выделено 1,2 млрд рублей на ежемесячные пособия для детей от трех до семи лет. Размер ежемесячной выплаты для ряда малообеспеченных семей был увеличен с 50% регионального прожиточного минимума до 75% и 100%. Увеличенный размер выплат в Прикамье получают около 70 тысяч детей.
В августе 2021 года депутаты приняли постановление о государственной программе «Экология», которая будет реализовываться в Пермском крае до конца 2024 года. В рамках программы предусмотрено шесть подпрограмм: охрана окружающей среды и животного мира, экологическая реабилитация территорий и водных ресурсов, развитие лесного хозяйства, развитие и использование природных ресурсов и эффективное управление государственной программой. На реализацию госпрограммы выделена беспрецедентная для данной сферы сумма – 17,1 млрд. рублей на три года.

##### Законодательное Собрание четвертого созыва
Законодательное Собрание Пермского края четвёртого созыва было избрано на выборах, проходивших 17-19 сентября 2021 года. В новый состав вошли депутаты от Единой России, КПРФ, ЛДПР, Справедливой России-За правду и Новых людей.
30 сентября 2021 года парламентарии большинством голосов поддержали кандидатуру Валерия Сухих на должность спикера Законодательного Собрания Пермского края четвёртого созыва.

## Молодёжный парламент при Законодательном Собрании Пермского края
В 2009 году впервые был сформирован Молодёжный парламент при Законодательном Собрании Пермского края. Он создан как форма участия представителей молодёжи в процессе выработки и принятия законодательных решений в сфере формирования и реализации государственной молодёжной политики в Пермском крае.
5 апреля 2009 года состоялись выборы членов Молодёжного парламента при Законодательном Собрании.
Молодёжный парламент при Законодательном Собрании Пермского края состоит из 60 членов. Состав формируется из состава Молодёжного кадрового резерва Пермского края также по смешанной системе — 30 членов Молодёжного парламента направляются депутатами Законодательного Собрания, избранными по одномандатным избирательным округам, и 30 членов Молодёжного парламента направляются фракциями Законодательного Собрания.
Молодёжный парламент при Законодательном Собрании Пермского края входит в Ассоциацию Молодёжных парламентов Приволжского федерального округа.
В 2020 году члены Молодёжного парламента стали победителями Всероссийского кейс-чемпионата в сфере государственного и муниципального управления «Молодые решения». В 2021 году при участии членов Молодёжного парламента был разработан и принят закон о молодёжной политике в Пермском крае.
С июня 2022 года начал работу шестой состав Молодёжного парламента при Законодательном Собрании Пермского края. Многие из молодых парламентариев шестого состава являются специалистами по таким направлениям, как государственное и муниципальное управление, юриспруденция, а также экономика и финансы. Самому молодому члену краевого Молодёжного парламента шестого состава было 18 лет, старшему исполнилось 35 лет. Также двое из членов являются действующими депутатами представительных органов муниципальных образований.
С 2023 года Молодёжный парламент при Законодательном Собрании был наделен правом законодательной инициативы. Первым законом, автором которого выступил Молодёжный парламент, стал закон по изменению критериев назначения именных стипендий. В 2024 году была поддержана инициатива Молодёжного парламента в сфере патриотического воспитания.
В декабре 2024 года подведены итоги премии «ГосСтарт. Политика: за вклад в развитие молодёжного парламентаризма». По итогам оценки Молодёжный парламент при Законодательном Собрании Пермского края стал лучшим в России.
В конце 2024 года начал работу седьмой состав Молодёжного парламента при Законодательном Собрании Пермского края. Среди новых молодых парламентариев — лидеры молодёжной политики региона, представители общественных организаций, образования и промышленности. Также в него вошли представители активной молодежи из 10 территорий Прикамья.